# 흰턱제비
흰턱제비(영어: Siberian House Martin, 학명: Delichon lagopodum)는 오호츠크해 연안, 몽골 중부에서 중국 동북부 지역 등에서 번식하고 인도차이나반도 북부와 중동부에서 월동하는 참새목 제비과에 속하는 철새이다.
학명과 영어 명칭 둘 다 인간이 만든 구조물을 이용하는 것과 관련이 있다.
새호리기에 의해 사냥되며 다른 새들처럼 내부 기생충, 바깥 벼룩과 진드기에 영향을 받지만, 개체 수가 많고 분포 범위가 넓기 때문에 전반적으로 위기에 처해 있지는 않다.

## 분류
흰턱제비는 린네가 1758년 《자연의 체계》라는 책에서 Hirundo urbica라는 이름으로 처음 기술하였으나, 토머스 호스필드와 프레데릭 무어가 1855년 이 새를 현재의 흰털발제비속에 두었다.